# Moraria mrazeki
Moraria mrazeki är en kräftdjursart som beskrevs av T. Scott 1902. Moraria mrazeki ingår i släktet Moraria och familjen Canthocamptidae. Inga underarter finns listade i Catalogue of Life.